# Trận Hòa Mộc
Trận Hòa Mộc ngày 2 tháng 3 năm 1885 là một trận giao tranh quyết liệt trong cuộc chiến Pháp-Thanh (8/ 1884 đến 4/1885). Trong trận này lữ đoàn I do Đại tá Giovanninelli chỉ huy thuộc Quân đoàn viễn chinh Bắc Kỳ đã chiến thắng quân Cờ Đen và quân đội nhà Thanh đang vây hãm thành Tuyên Quang.

## Bối cảnh

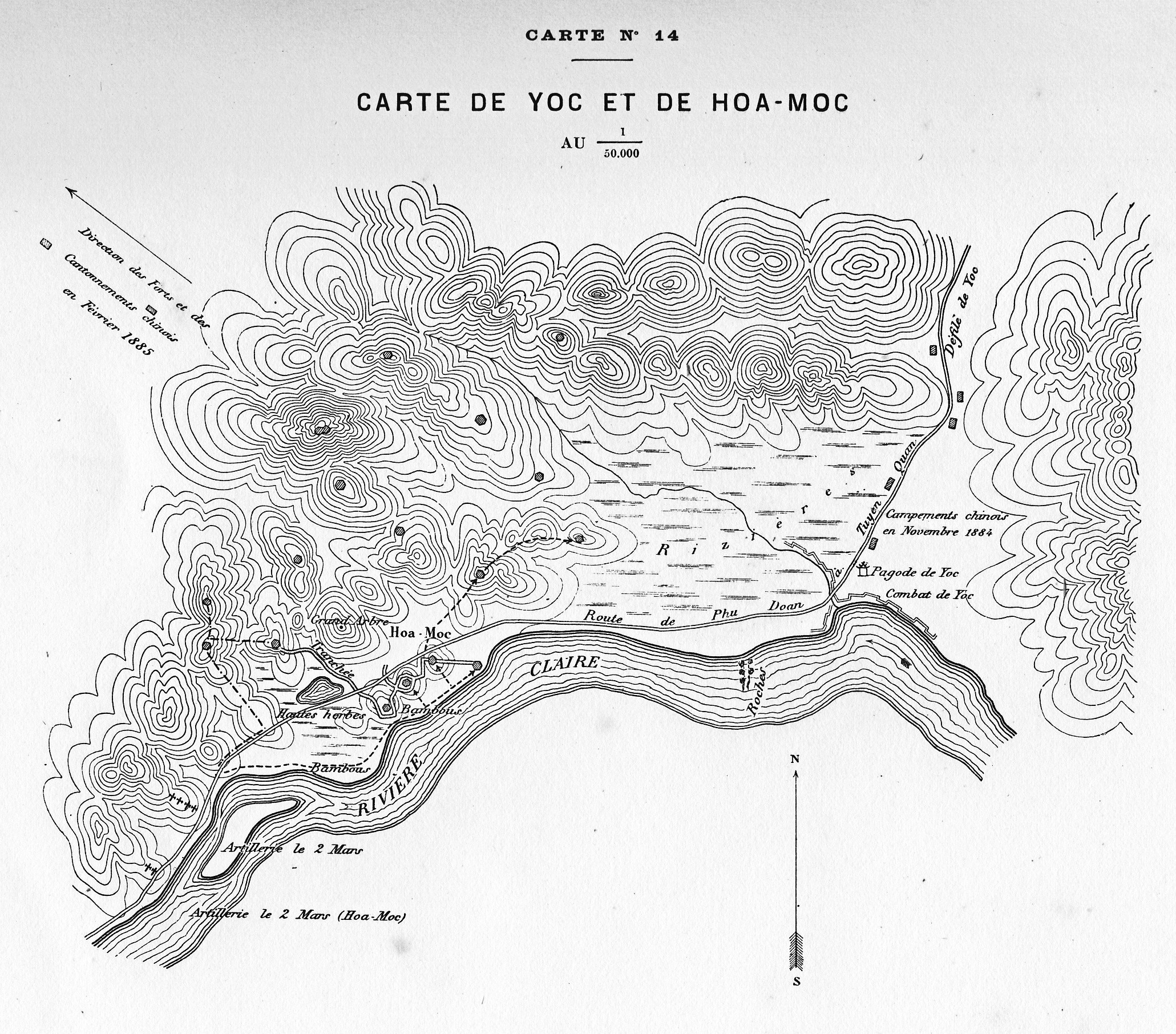
Địa đồ trận Hòa Mộc

Hòa Mộc là một địa điểm bên bờ sông Lô cách thành Tuyên Quang vài dặm đường về phía đông nam. Ngày 13 Tháng Hai năm 1885, sau khi hạ được thành Lạng Sơn, buộc quân Thanh phải rút về Quảng Tây thì tướng Louis Brière de l'Isle sai Đại tá Giovanninelli kéo quân sang giải vây Tuyên Quang, lúc bấy giờ đã bị vây ngặt hơn một tháng trời.
Ngày 2 Tháng Ba, lữ đoàn Pháp đến Hòa Mộc thì gặp tuyến phòng thủ của quân Tàu. Hai bên giao chiến suốt từ sáng đến tối. Đang đêm thì quân Thanh phản công dữ dội. Quân Pháp bị thiệt hại nặng: 76 tử thương, hơn 400 bị thương; nhưng đến sáng ngày mồng 3 Tháng Ba khi sương mai tan thì quân Tàu đã rút cả đi. Vòng vây Tuyên Quang vỡ và quân Pháp củng cố được vị trí chiến lược ở khu vực sông Lô.